# ساتوریا
ساتوریا (به لاتین: Saturia) یک منطقهٔ مسکونی در بنگلادش است که در ناحیه منیک‌گنج واقع شده‌است. ساتوریا ۱۴۰٫۱۲ کیلومتر مربع مساحت و ۱۴۰٬۲۱۵ نفر جمعیت دارد.